# Apofatisk teologi
Apofatisk teologi eller negativ teologi är en uppfattning enligt vilken en fullständig kunskap om Gud är ouppnåelig. Gud kan inte beskrivas i positiva termer; varje utsaga om hurudan Gud är förfelar alltid målet. Det enda möjliga sättet att beskriva Gud är med negationer: Gud är inte detta eller detta.
Motsatsen, då man ändå söker uttrycka något med positiva satser, kallas katafatisk teologi. 
Den negativa teologin betonades inom nyplatonismen och fick på 1900-talet en renässans i den dialektiska teologin. Även i indisk filosofi finns motsvarigheter till negativ teologi (Neti, Neti.)
För en radikal negativ teolog så är även allegori och metafor oacceptabelt, eftersom det förutser bokstavlig beskrivning.